# بطولة العالم للفورمولا إي 2014–15

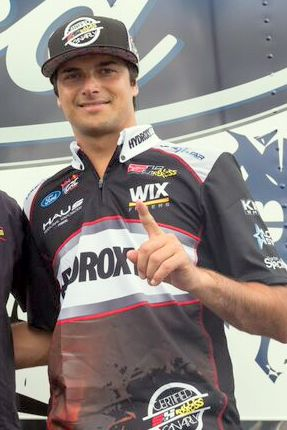
أصبح نيلسون بيكيه جونيور أول بطل لسائقي الفورمولا إي على الإطلاق.

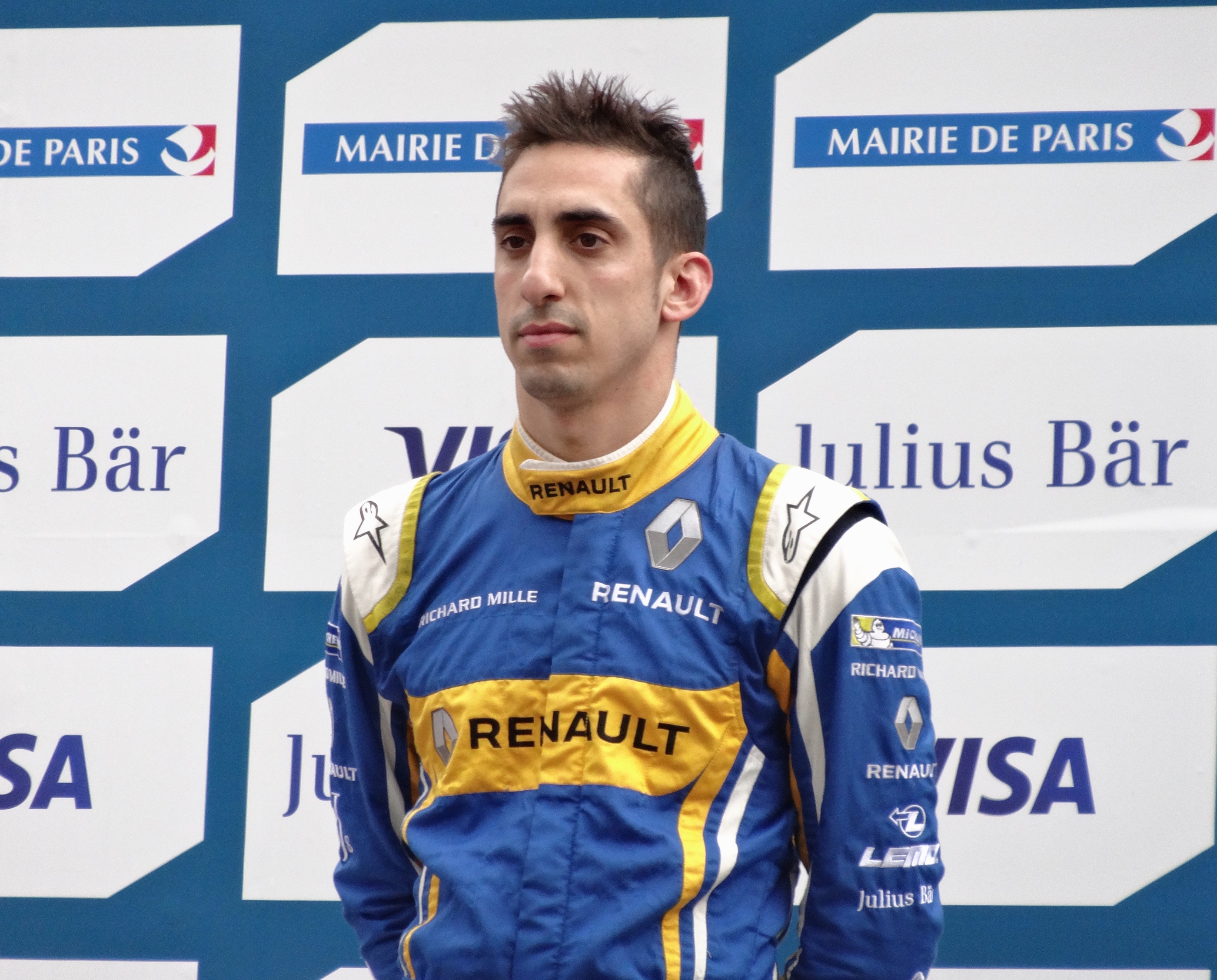
احتل سيباستيان بويمي المركز الثاني في ترتيب السائقين ، وخسر البطولة بفارق نقطة واحدة.

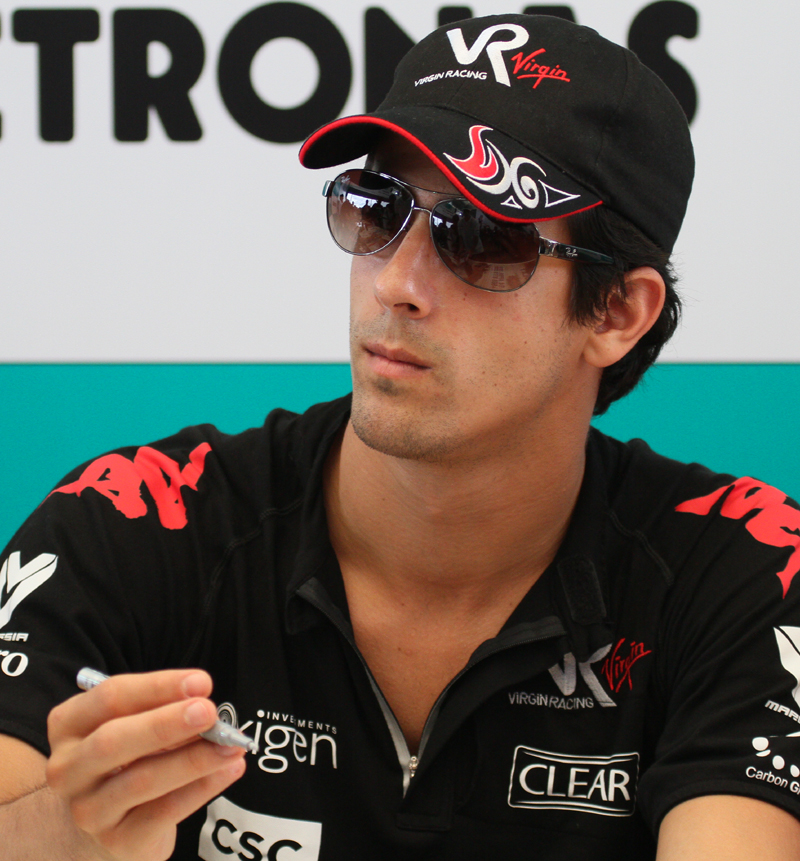
فاز لوكاس دي غراسي (في الصورة عام 2010) بسباق فورمولا إي الأول ، وأنهى الموسم في المركز الثالث.

كانت بطولة العالم للفورمولا إي 2014–15 هي الموسم الافتتاحي لبطولة الاتحاد الدولي للسيارات الجديدة للسيارات التي تعمل بالكهرباء.  بدأت في 13 سبتمبر 2014 في بكين في الصين وانتهت في 28 يونيو 2015 في لندن بعد أحد عشر سباقًا.   احتل نيلسون بيكيت جونيور المركز الأول في الترتيب العام ، وبذلك أصبح أول بطل في تاريخ الفورمولا إي. 
في الموسم الأول ، تم تزويد جميع الفرق بسيارة سباق كهربائية من صنع Spark Racing Technology ، تسمى Spark-Renault SRT 01E . تم تصميم الهيكل بواسطة Dallara ، بمحرك كهربائي طورته شركة McLaren (نفس المحرك المستخدم في سيارتها الخارقة P1 ) ، ونظام بطارية تم إنشاؤه بواسطة Williams Grand Prix Engineering وصندوق تروس Hewland بخمس سرعات. ميشلان كانت المورد الرسمي للإطارات.    تم طلب 42 سيارة كهربائية من قبل الاتحاد الدولي للسيارات. 

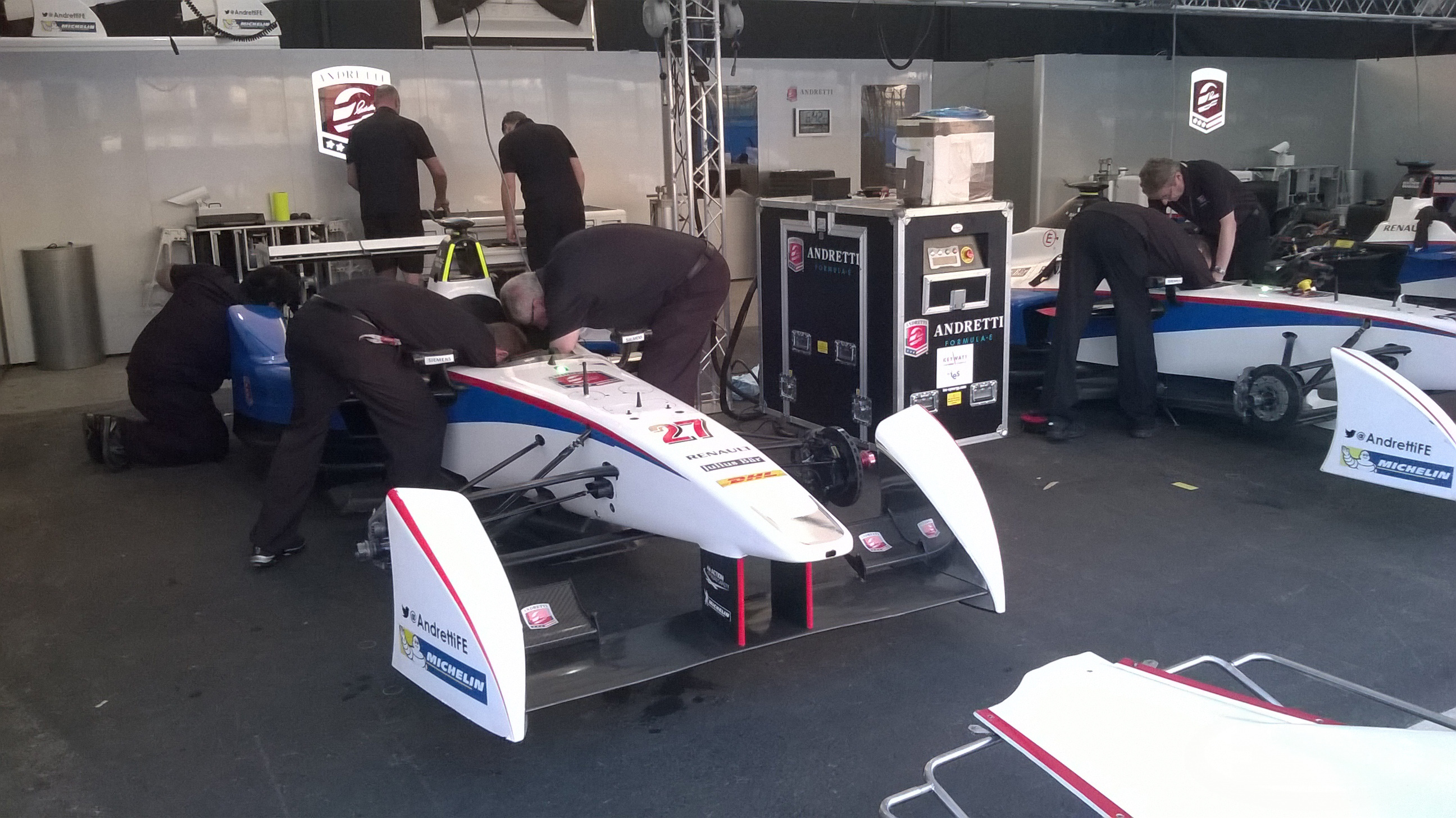
سبارك رينو SRT 01E بألوان أندريتي.

## الفرق والسائقين
لموسم 2014-2015 ، تنافس 10 فرق على المسلسل. أرسل كل فريق سائقين ؛ كان لكل سائق سيارتان. وهذا يعني أن الفرق تطلب 40 سيارة. كانت جميع الفرق مقرها ظاهريًا في المقر الفني للرياضة في حلبة سباق دونينجتون بارك ، في المملكة المتحدة ، على الرغم من وجود بعض الفرق هناك أكثر من غيرها. منظم الفورمولا إي FEH لديه مكاتب هناك لموظفي الإدارة والعمليات.
تم تأكيد مشاركة جميع الفرق العشرة في السباق في أبريل 2014. ومع ذلك ، في يونيو 2014 ، انسحب Drayson Racing من البطولة ، مع دخول Trulli ، وهو فريق جديد شكله سائق Formula One السابق يارنو ترولي . انضم Drayson إلى الفريق في ترتيب التوريد والرعاية ، ليكون الشريك التكنولوجي الرئيسي. 

## تقويم

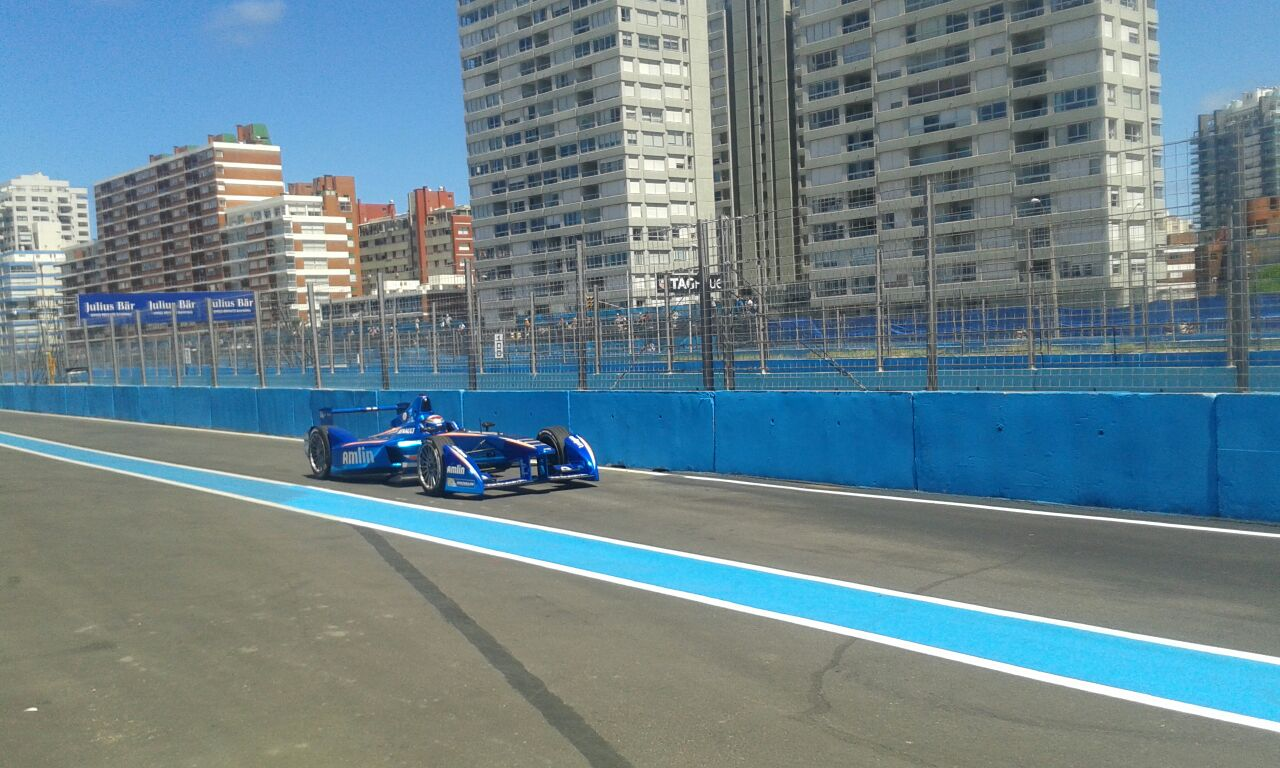
2014 بونتا ديل إستي إي بريكس.

تضمن الموسم 11 سباقاً أقيمت بين سبتمبر 2014 ويونيو 2015. كان التقويم الأولي يحتوي على عشرة سباقات وتمت الموافقة عليه من قبل FIA World Motor Sport Council في ديسمبر 2013.  ومع ذلك ، في أبريل 2014 ، تم إجراء تغييرات على التقويم بما في ذلك إسقاط ريو دي جانيرو ، التي حلت في السابق محل هونغ كونغ ، ونقل جولة لوس أنجلوس إلى 4 أبريل.  في 22 مايو 2014 ، أعلن مسؤولو مقاطعة لوس أنجلوس أن سباقهم سيقام 40 كيلومتر (25 ميل) على نسخة معدلة من حلبة شارع لونج بيتش.  في 3 فبراير 2015 ، تم الكشف عن سباق في موسكو في 6 يونيو لإعادة التقويم إلى جدوله الأصلي المكون من عشرة سباقات.  في 19 فبراير 2015 ، أُعلن أن الجولة النهائية في لندن ستكون مزدوجة الرأس ، مما يوسع التقويم إلى أحد عشر سباقًا. 
| مستدير  | إي بريكس                | دولة             | مسار                        | تاريخ          |
| ------- | ----------------------- | ---------------- | --------------------------- | -------------- |
| 1       | بكين ePrix              | الصين            | حلبة بكين الاولمبية الخضراء | 13 سبتمبر 2014 |
| 2       | بوتراجايا إي بريكس      | ماليزيا          | حلبة شارع بوتراجايا         | 22 نوفمبر 2014 |
| 3       | بونتا ديل إستي إي بريكس | الأوروغواي       | حلبة شارع بونتا ديل إستي    | 13 ديسمبر 2014 |
| 4       | بوينس آيرس إي بريكس     | الأرجنتين        | حلبة شارع بويرتو ماديرو     | 10 يناير 2015  |
| 5       | Miami ePrix             | الولايات المتحدة | حلبة شارع خليج بيسكين       | 14 مارس 2015   |
| 6       | لونج بيتش إي بريكس      | الولايات المتحدة | حلبة لونج بيتش ستريت        | 4 أبريل 2015   |
| 7       | موناكو إي بريكس         | موناكو           | حلبة موناكو                 | 9 مايو 2015    |
| 8       | برلين ePrix             | ألمانيا          | حلبة شارع مطار تمبلهوف      | 23 مايو 2015   |
| 9       | موسكو ePrix             | روسيا            | حلبة شارع موسكو             | 6 يونيو 2015   |
| 10      | سباق لندن ePrix 1       | المملكة المتحدة  | حلبة باترسي بارك ستريت      | 27 يونيو 2015  |
| 11      | سباق لندن ePrix 2       | المملكة المتحدة  | حلبة باترسي بارك ستريت      | 28 يونيو 2015  |
| المصدر: |                         |                  |                             |                |

## نتائج السباق
| مستدير | العنصر        | المركز الأول    | أسرع لفة            | السائق الفائز           | الفريق الفائز    | نقل |
| ------ | ------------- | --------------- | ------------------- | ----------------------- | ---------------- | --- |
| 1      | بكين          | نيكولاس بروست   | تاكوما ساتو         | لوكاس دي غراسي          | أودي سبورت ABT   | نقل |
| 2      | بوتراجايا     | نيكولاس بروست   | خايمي القرسواري     | سام بيرد                | فيرجن ريسينغ     | نقل |
| 3      | بونتا دل إستي | جان إيريك فيرجن | دانيال أبت          | سيباستيان بويمي         | ه.دامس رينو      | نقل |
| 4      | بوينس ايرس    | سيباستيان بويمي | سام بيرد            | أنطونيو فيليكس دا كوستا | أملين أجوري      | نقل |
| 5      | ميامي         | جان إيريك فيرجن | نيلسون بيكيت جونيور | نيكولاس بروست           | ه.دامس رينو      | نقل |
| 6      | شاطئ طويل     | دانيال أبت      | نيكولاس بروست       | نيلسون بيكيت جونيور     | نيكستيف تي سي آر | نقل |
| 7      | موناكو        | سيباستيان بويمي | جان إيريك فيرجن     | سيباستيان بويمي         | ه.دامس رينو      | نقل |
| 8      | برلين         | يارنو ترولي     | نيلسون بيكيت جونيور | جيروم دامبروسيو         | سباق التنين      | نقل |
| 9      | موسكو         | جان إيريك فيرجن | سيباستيان بويمي     | نيلسون بيكيت جونيور     | نيكستيف تي سي آر | نقل |
| 10     | لندن          | سيباستيان بويمي | لوكاس دي غراسي      | سيباستيان بويمي         | ه.دامس رينو      | نقل |
| 11     | لندن          | ستيفان سارازين  | سام بيرد            | سام بيرد                | فيرجن ريسينغ     | نقل |

ملحوظات
 

## ترتيب البطولة
نظام النقاط
تم منح نقاط البطولة على النحو التالي: 
| موضع | الأول | الثاني | الثالث | الرابعة | الخامس | السادس | السابع | الثامن | التاسع | العاشر | عمود |   |
| نقاط | 25    | 18     | 15     | 12      | 10     | 8      | 6      | 4      | 2      | 1      | 3    | 2 |

تم إسقاط كل جولة يسجل فيها أقل عدد من السائقين من مجموعها ؛ ومع ذلك ، لا يمكن إسقاط الجولات التي تم فيها استبعاد السائق من السباق.